# Diosmin
Diosmin je vazoprotektiv. To je djelomice hidrogenirani sintetski derivat hesperidina, bioflavonoida koji se ekstrahira iz nezrelih plodova Rutaceae aurantieae, posebne vrste malene naranče koja se uzgaja u Španjolskoj, Sjevernoj Africi i Kini. Diosmin je, kao i njegova sirovina od koje se proizvodi, dio velike skupine bioflavonoida. Komercijalno, diosmin nikada ne dolazi kao kemijski potpuno čista supstanca - uvijek sadržava 10% raznih drugih bioflavonoida, ponajviše hesperidina. 

## Djelovanje
Diosmin ima jedinstveni i znanstveno utemeljen mehanizam djelovanja, koji mu omogućuje pomaže u liječenju svih patofizioloških aspekata venskih bolesti, djelujući na vene, limfne žile i mikrocirkulaciju. 
Produžava vazokonstrikcijski učinak noradrenalina na stjenke vena, pa i u uvjetima povišene tjelesne temperature i sniženog pH okolnog tkiva, pojačava tonus vena i smanjuje širinu vena, slabost venskih stjenki i stazu krvi. Ovo pojačava protjecanje krvi kroz vene i smanjuje pritisak krvi na vene, ključan urok nastajanja varikoznih vena. Na mikrocirkulacijskom razini diosmin štiti venske valvule od uništenja od strane leukocita sprječavajući pojavu "refluksa krvi" i napredovanje kroničnih venskih bolesti. 
Također, diosmin potiče limfnu drenažu pojačavajući učestalost i intenzitet limfatičkih kontrakcija i povećavajući ukupan broj djelatnih limfnih kapilara. Osim toga diosmin smanjuje promjer limfnih kapilara i intralimfni tlak. 
Na koncu, diosmin smanjuje pretjeranu propusnost i lomljivost kapilara štiteći kapilare i mikrocirkulaciju od oštećenja. Naime, smanjuje se broj adhezijskih receptora stanicama koje izgrađuju kapilare te se stoga limfociti ne mogu vezati za kapilare. To dovodi do smanjenja oslobađanja medijatora upale. Zaštitni učinak na vene, limfne žile uz vaskuloprotektivni učinak na kapilare objašnjava ovakav učinak diosmina na kronične venske bolesti i hemoroide, obje bolesti koje su povezane s upalom vena i nastajanjem edema. 

## Primjena
Diosmin se koristi u obliku tableta za liječenje varikoznih vena, ulkusa krurisa te postoperacijskih i postradioterapijskih limfedema. Osim toga koristi se i u liječenju hemoroida, kako napadaja hemoroida tako i za dugoročno liječenje hemoroida. Za većinu bolesti koristi se u dnevnoj dozi od 1000 mg, dok se za pomoć kod napadaja hemoroida koristi u dozama od 3000 do 2000 mg. Liječenje kroničnih venskih bolesti diosminom traje dugo, oko 6 mjeseci. 

## Nuspojave
Uzimanje diosmina nije preporučeno tijekom dojenja. Moguće nuspojave jesu probavne tegobe i poremećaju autonomnog živčanog sustava.